# Inno della Repubblica Socialista Sovietica Kazaka
L'Inno della RSS Kazaka fu l'inno nazionale del Repubblica Socialista Sovietica Kazaka.
La musica fu composta da Muqan Tölebaev, Evgenij Brusilovskij (un russo) e Latıf Hamıdı (un tartaro), ed il testo venne scritto da Äbdilda Täjibaev, Qaıym Muhamedhanov e Ğabıt Müsirepov.
L'inno fu adottato dal 1945 al  1992, quando la neonata repubblica kazaka adottò un nuovo inno con la stessa melodia ma con dei cambiamenti nel testo.

## Testo

### Testo in kazako
| Alfabeto cirillico (poi ufficiale) | Jaᶇalif (obsoleto) | Alfabeto perso-arabo (poi bandito) | Trascrizione AFI | Alfabeto latino moderno (in uso dal 2020) |
| Біз қазақ ежелден еркіндік аңсаған, Бостандық өмір мен ар үшін қиған жан. Торлаған тұманнан жол таппай тұрғанда, Жарқырап Лениндей күн жығып, атты таң. Қайырмасы: Жасасын Советтер Одағы, Жеткізген еркіндік, теңдікке, Бастайтын елдерді бірлікке, Жеңіске, шаттыққа, ерлікке! Дақ салмай Лениннің жеңімпаз салтына, Ұрпағы қосты даңқ Оттаның даңқына, Одақтас, ұрандас елдердің қамқоры, Көп алғыс айтамыз ұлы орыс халқына. Қайырмасы Іргелі мемлекет, ерікті болдық ел, Достықпен, бірлікпен жайнайды туған жер. Еңбекте, майданда, жеткізген жеңіске Данышпан партия/Сталин – сүйікті кемеңгер. Қайырмасы | Вiz qazaq eçelden erkindik aᶇsaƣan, Вostandьq ɵmir men ar ycin qijƣan çan. Torlaƣan tumannan çol tappaj turƣanda, Çarqьrap Lenijndej kyn çьƣьp, attь taᶇ. Qajьrmasь: Çasasьn Sovetter Odaƣь, Çetkizgen erkindik, teᶇdikke, Вastajtьn elderdi ʙirlikke, Çeᶇiske, cattьqqa, erlikke! Daq salmaj Lenijnniᶇ çeᶇimpaz saltьna, Urpaƣь qostь daᶇq Ottanьᶇ daᶇqьna, Odaqtas, urandas elderdiᶇ qamqorь, Kɵp alƣьs ajtamьz ulь orьs xalqьna, Qajьrmasь Irgeli memleket, erikti ʙoldьq el, Dostьqpen, ʙirlikpen çajnajdь tuvƣan jer. Eᶇʙekte, majdanda, çetkizgen çeᶇiske Danьcpan partijja/Stalijn – syjikti kemeᶇger. Qajьrmasь | بىز قازاق ەجەلدەن ەركىندىك اڭساعانء .بوستاندىق ءومىر مەن ار ءۇشىن قيعان جان ،تورلاعان تۇماننان جول تاپپاي تۇرعاندا .جارقىراپ لەنيندەي كۇن جىعىپ، اتتى تاڭ :قايىرماسى جاساسىن سوۆەتتەر وداعى ،جەتكىزگەن ەركىندىك، تەڭدىككە ،باستايتىن ەلدەردى بىرلىككە !جەڭىسكە، شاتتىققا، ەرلىككە ،داق سالماي لەنيننىڭ جەڭىمپاز سالتىنا ۇرپاعى قوستى داڭق وتتانىڭ داڭقىنا ،وداقتاس، ۇرانداس ەلدەردىڭ قامقورى .كوپ العىس ايتامىز ۇلى ورىس حالقىنا قايىرماسى ،ىرگەلى مەملەكەت، ەرىكتى بولدىق ەل .دوستىقپەن، بىرلىكپەن جاينايدى تۋعان جەر ەڭبەكتە، مايداندا، جەتكىزگەن جەڭىسكە .دانىشپان پارتيا/ستالين – سۇيىكتى كەمەڭگەر قايىرماسى | [bɪz̥ qʰɑzɑq jɘʑʲɘʎdʲɘn ǀ jɘɾkɘndɘk ɑŋsɑʁɑn ǀ] [bʷo̞stɑndəq wœ̝mɘɾ mʲɘn ǀ ɑɾ ʉɕəɴ qʰəjʁɑɲ ʑɑn ǁ] [tʷʰo̞rɫɑʁɑn tʰʊmɑnːɑn ǀ ʑʷo̞ɫ tʰɑpːɑj tʰʊɾʁɑndɑ ǀ] [ʑɑɾqəɾɑp ʎɘnəjɲdʲɘj ǀ kʰʉɲ ʑəʁəp ɑtːə tʰɑŋ ǁ] [qʰɑjəɾmɑsə] [ʑɑsɑsəɲ sʷo̞vʲɘtʲːɘɾ wo̞dɑʁə ǀ] [ʑʲɘtkɘzɟɘɲ jɘɾkɘndɘk ǀ tʲʰɘŋdɘcːɘ ǀ] [bɑstɑjtəɲ jɘdʲɘɾdɘ bɘrlɘcːɘ ǀ] [ʑʲɘŋ̟ʲɘscɘ ɕɑtːəqːɑ jɘrlɘcːɘ ǁ] [dɑq sɑɫmɑj ʎɘnəjnːɘŋ ǀ ʑʲɘŋɘmpɑz̥ sɑɫtənɑ ǀ] [ʊɾpɑʁə qʷo̞stə dɑɴq ǀ wo̞tːɑnəŋ dɑɴqənɑ ǀ] [wo̞dɑqtɑs ʊɾɑndɑs ǀ jɘldʲɘɾdɘɴ qʰɑmqʷo̞ɾə ǀ] [kʷʰœ̝p ɑʟ̠ʁəs ɑjtɑməz ǀ ʊɫə wo̞ɾəs χɑʟ̠qənɑ ǁ] [qʰɑjəɾmɑsə] [ɘɾɟɘlɘ mʲɘmʎɘcɘt ǀ jɘɾɘktɘ bʷo̞ɫdəq jɘl ǀ] [do̞stəqpʲɘm bɘrlɘkpʲɘn ǀ ʑɑjnɑjdə tʰʊwʁɑɲ ʑʲɘɾ ǁ] [jɘmbʲɘktʲɘ mɑjdɑndɑ ǀ ʑʲɘtkɘzɟɘɲ ʑʲɘŋɘscɘ] [dɑnəɕpɑm pʰɑɾtəjːɑ (stɑɫəjn) ǀ sʉjɘktɘ cʰɘmʲɘɲɟɘɾ ǁ] [qʰɑjəɾmɑsə] | Biz qazaq ejelden erkindik aŋsağan, Bostandyq ömir men ar üşin qığan jan. Torlağan tumannan jol tappaı turğanda, Jarqyrap Lenındeı kün jyğyp, atty taŋ. Qaıyrmasy: Jasasyn Sovetter Odağy, Jetkizgen erkindik, teŋdikke, Bastaıtyn elderdi birlikke, Jeŋiske, şattyqqa, erlikke! Daq salmaı Lenınniŋ jeŋimpaz saltyna, Urpağy qosty daŋq Ottanyŋ daŋqyna, Odaqtas, urandas elderdiŋ qamqory, Köp alğys aytamyz uly orys halqyna. Qaıyrmasy İrgeli memleket, erikti boldyq el, Dostyqpen, birlikpen jaınaıdy twğan jer. Eŋbekte, maıdanda, jetkizgen jeŋiske Danyşpan partıya/Stalın – süıikti kemeŋger. Qaıyrmasy |

### Traduzione
| Traduzione in russo | Traduzione poetica in inglese | Traduzione letterale in italiano |
| --- | --- | --- |
| Мы, казахи, издревле стремились к свободе, Жертвуя жизнью ради воли и чести. И искали пути среди темного тумана… Но взошел Ленин, как заря, и настало утро! Припев: Да здравствует Советский Союз, Что привел нас к свободе, к равенству, Что ведет все страны к единству, К победе, к радости, к подвигам! Победоносный путь Ленина никогда не будет запятнан, И поколения будут приумножать славу Отчизне, И благодетелю союзных братских республик, Великому русскому народу говорим мы: большое спасибо! Припев Стали мы мощным государством, свободной страной И родная земля расцветает дружбой и единством. Приведшую нас к победам в труде и на брани Мудрую/Мудрого Партию/Сталина — искренне любим. Припев | We, Kazakhs of aeons ancient, freedom-seeking, For the sake of faith and honour their lives sacrificing. Through the dark fog their ways finding, But like the dawn rose Lenin and came the morning! Chorus: Long live the Soviet Union, Which led us to freedom for equality, Which ’twas all for the unity of the country, To victory, happiness, and ability! Ne’er shall Lenin’s path of triumph be tarnish’d, May our land’s glory of aeons be aspread. To the protector of our sister republics we blazon: “O hail the great Russian nation!” Chorus We’ve become a country strong, a country free, The native land bloometh friendship and unity. Lead us to battle and in labour to victory, O wise party/Stalin, Thou art lov’d truly. Chorus | Noi vecchi kazaki, in cerca di libertà Sacrificando le loro vite in nome della fede e dell'onore, Trovare percorsi attraverso la foschia oscura Ma Lenin si fece avanti come se fosse mattina. Coro: Lunga vita all'URSS, Ci guida alla libertà. Per l'unità del Paese, Verso la vittoria e la gioia. Il percorso vittorioso di Lenin non sarà mai offuscato E la gloria degli eoni si diffonderà nella Patria, E il protettore delle repubbliche sovietiche dell'Unione, Al grande popolo russo diciamo: grazie! Adesso siamo un paese forte, un paese libero E la patria fiorisce amicizia e unità. Guidaci alla battaglia e alla vittoria sul lavoro. Oh festa saggia/Stalin, sei veramente amato. |